# غاثتيلو
بلدية غاثتيلو (بالإسبانية: Gaztelu) هي بلدية تقع في مقاطعة غيبوثكوا التابعة لمنطقة إقليم الباسك شمال إسبانيا.

## الديموغرافيا
بلغ عدد سكان بلدية غاثتيلو 170 نسمة عام 2011 (وفقاً للمعهد الوطني للإحصاء الإسباني).
| 144 | 149 | 147 | 151 | 170 | 158 | 170 |